# ベルナ (小惑星)
ベルナ (1313 Berna) は、小惑星帯に位置する小惑星の一つ。ベルギーの天文学者、シルヴァン・アランがベルギー王立天文台で発見した。
スイスのベルンにちなんで名付けられた。
2004年2月6日から12日にかけて、ルネ・ロイ、ステーファノ・スポセッティらが行った光度曲線観測によって衛星が発見され（2月12日に公表され、2月23日のIAU回報に掲載された）、S/2004 (1313) 1という仮符号が付けられた。衛星の大きさはほぼ主星と同じくらいと思われ、9.6 から 24.8 km 離れたところを主星の自転に同期して周っている。